# At War
At War is een Amerikaanse thrashmetalband.

## Artiesten
- Paul Arnold - basgitaar, zang
- Shawn Helsel - gitaar
- Dave Stone - drums

## Discografie
- 1986 - Ordered To Kill (New Renaissance)
- 1987 - Retalitory Strike (New Renaissance)
- 2009 - Infidel